# Стрелковский, Василий
Василий Стрелковский (XVI век — не ранее 1618) — украинский военный деятель, краткое время гетман реестрового казачества (по другим сведениям старший реестровых казаков) в 1616 году.

## Биография
О месте и дате рождения сведений нет. К 1590-м годам отличился в походах запорожцев. В 1616 году избирается новым гетманом (по другим сведениям название должности - старший реестровых казаков). В конце апреля — в начале мая запорожцы в количестве 2-2,5 тыс. человек во главе со Стрелковским совершили поход на османские города. Во время этого успешного похода были взяты города Варна и Месемврия, вблизи Стамбула. За 70 км от османской столицы они начали опустошать побережье. Султан Ахмед I направил против них 7 галер, с которыми запорожцы вступили в бой и одержали победу. Одну из галер удалось захватить.
В то же время гетман отправил другой отряд из 3 тыс. запорожцев, который объединившись в море с 700 донскими казаками, напал на турецких купцов. При возвращении на Дон донцы столкнулись с военной флотилией. Бой закончился победой казаков.
По возвращении на Сечь начал переговоры с посланниками Войска Донского Дружиной Трубниковым и Иваном Слеповым (последних поддерживало московское правительство) по поводу совместных действий для захвата крепости Азов. Для этого Стрелковский отправил 300 запорожцев, начавших готовить лагерь для основного войска. Однако вскоре Василий Стрелковский был лишён должности, вместо него гетманом снова становится Петр Сагайдачный. Вероятно, последний предложил поход против турецких городов на Черном море (Очаков, Кафа), где можно было получить большую добычу, чем при захвате Азова.
В том же году Стрелковский участвовал в походе на Кафу, где во многом способствовал успеху казаков над тамошним турецким гарнизоном.
В 1618 году как рядовой казак был участником похода гетмана Сагайдачного на Москву, одной из частей Московского похода королевича Владислава. После ухода главных сил из Московского царства, Василий Стрелковский в составе полка Ждана Коншина остался на московской службе. Дальнейшая судьба неизвестна.